# Камилов, Ибрагимхан Камилович
Ибрагимхан Камилович Камилов (род. 1935) — выдающийся советский и российский физик, специалист в области физики твердого тела и магнетизма, основатель ведущей в Российской Федерации, признанной в мире научной школы по физике фазовых переходов, член-корреспондент РАН (1997).

## Биография
Родился 20 ноября 1935 года в селе Кудали Гунибского района ДАССР.
В 1956 году — окончил физико-математический факультет Дагестанского государственного университета, после окончания ВУЗа был направлен на работу в Дагестанский филиал АН СССР.
В 1961 году — окончил аспирантуру при МГУ, и был направлен на работу в ДГУ, где прошёл путь от преподавателя до заведующего кафедрой физики твердого тела и проректора по научной работе.
В 1975 году — защитил докторскую диссертацию (докторантура физического факультета МГУ).
С 1988 по 2014 годы — директор крупнейшего в Дагестане и единственного на юге России академического Института физики имени Х. И. Амирханова, где провёл большую работу по реформированию института и выводу его на мировой уровень.
С 1998 по 2009 годы — председатель Президиума ДНЦ РАН
В 1997 году — избран членом-корреспондентом РАН.
В настоящее время — главный научный сотрудник Института физики ДНЦ РАН.

## Научная деятельность
Создатель и бессменный руководитель научной школы по физике фазовых переходов (получила официальный статус ведущей научной школы РФ).
Ведёт исследования в области фундаментальных проблем физики твердого тела и полупроводников, магнетизма, термодинамики, теплофизики и нелинейной (синергетической) физики, физики магнитных фазовых переходов и критических явлений, заложил основу нового научного направления — физики магнитного (твердотельного) критического состояния, магнитотермодинамики.
Проводил исследования по изучению особенностей магнитных фазовых переходов, статических, динамических, критических и кроссоверных явлений в слабых магнитных полях в ферро-, ферри- и антиферромагнетиках.
Выполнил комплекс работ по определению спонтанной намагниченности, спонтанной магнитострикции, восприимчивости и точки Кюри из М-Н-Т данных в критической области, при этом был разработан принципиально новый метод («кинк») их определения, в основе которого лежит впервые обнаруженное им в нижней окрестности точки Кюри явление постоянства магнитной восприимчивости, намагниченности, магнитострикции и магнитооптического эффекта Фарадея в широком интервале температур в слабых магнитных полях. Проведённые исследования легли в основу нового научного направления — физика магнитоупорядоченных кристаллов в слабых магнитных полях, меньших полей размагничивания
На основе его работ также появилось научное направление, посвящённое изучению проблем магнитоупругости и, особенно, фазовых переходов и критических явлений в сжимаемых магнетиках. Была изучена магнитоупругость в критической области, построена теория подобия магнитоупругости; установлены новые особенности критического поведения динамической магнитоупругости и влияния на них магнитного поля, обнаружен магнитный аналог механизма Ландау — Халатникова выше точки Кюри в магнитном поле. На основе этих данных им впервые осуществлена наиболее полная проверка универсальных законов подобия, предсказаний теории ренормгрупп и є-разложения, подтверждена справедливость выводов современной теории статических и динамических критических явлений, построен ряд скейлинговых магнитных уравнений состояния, установлены классы универсальности магнетиков, использован комплекс критических параметров в качестве альтернативного метода определения типа и характера спинового упорядочения в магнетиках.
В области физики фазовых переходов в конденсированных средах выполнен цикл работ по магнитотермодинамике и физике полупроводников, выдвинута и реализована идея принципиально нового альтернативного метода создания p-n-переходов в условиях большого градиента температуры — термостимулированных диодов, является одним из авторов работ по физике тонких плёнок, физике высоких давлений и синергетике электронно-дырочной плазмы в полупроводниках
Разработал метод получения изотопно чистых тонких плёнок, получил ряд важных результатов по спиновой динамике магнетиков, в том числе и спиновых наноструктур, дал классификацию нового класса веществ — квазибесщелевых полупроводников.
Автор и соавтор более 900 научных работ, в том числе 11 монографий, учебных пособий, 18 научных обзоров, 26 авторских свидетельств и патентов. В мировой научной периодике на английском языке опубликовано более 260 научных статей.
Под его руководством подготовлены более 30 кандидатских и докторских диссертаций, среди которых чл.-корр. РАН.

## Участие в научных организациях[1]
- организатор и бессменный председатель оргкомитетов более 25 традиционных международных научных конференций и международных семинаров по физике фазовых переходов и критических явлений в конденсированных средах, которые регулярно проводятся на базе Института физики ДНЦ РАН и ДГУ;
- член ряда научных советов и секций РАН;
- член магнитного и теплофизического обществ России;
- член Американского и Английского физических обществ;
- входит в состав руководства Российского физического общества;
- главный редактор журнала «Вестник ДНЦ РАН», газеты «Научная жизнь Дагестана»;
- ответственный редактор ряда научных трудов и монографий.

## Основные труды[1]
- Практикум по физике твердого тела. Махачкала, 1981 (соавторы: Шахшаев Г. М., Алиев Х. К.)
- Теория масштабной инвариантности (скейлинг). Махачкала, 1982
- Статические критические явления в магнитоупорядоченных кристаллах. Махачкала, 1993 (соавт.: Алиев Х. К.)
- Российская академия наук и наука Дагестана (К 275-летию РАН и 50-летию ДНЦ РАН). Махачкала, 2001
- Фазовые переходы и критические явления в конденсированных средах (цикл работ). Махачкала, 2002
- Фазовые переходы, критические и нелинейные явления в конденсированных средах (цикл работ), Махачкала. 2011
- Фазовые переходы в сегнетоэлектриках с несоразмерными структурами. Махачкала, 2002 (соавт.: Каллаев С. Н.)
- The multivalued current-voltage characteristics in the tunnel diodes // Solid state communication. 2008. Vol. 148. Pp.171-174 (соавт.: Aliev K. M., Ibragimov Kh. O., Abakarova N. S.).

## Награды[1]
- Орден «Знак Почёта»
- Орден Дружбы
- Орден «За заслуги перед Республикой Дагестан» (2015)
- Заслуженный деятель науки Российской Федерации (30 января 1995) — за заслуги в научной деятельности
- Заслуженный деятель науки Республики Дагестан
- Заслуженный профессор Дагестанского государственного университета
- Золотая медаль им. академика Захарова
- Стипендия Президента Российской Федерации как выдающемуся ученому России (1995)
- Почётные грамоты Президиума АН СССР, Министерства высшего образования РСФСР, ряда республиканских организаций
- Благодарность Президента Российской Федерации (2004)
- Благодарность Президента Российской Федерации (5 февраля 2024) — за заслуги в развитии отечественной науки, многолетнюю плодотворную деятельность и в связи с 300-летием со дня основания Российской академии наук[2]
- Почётный гражданин Гунибского района Дагестана
- Почётный гражданин г. Махачкалы
- Более 100 почетных званий и наград зарубежных обществ
- Премия имени А.Г. Столетова (19 сентября 2023) — за цикл работ «Фазовые переходы, критические и нелинейные явления в конденсированных средах»
- Юбилейная медаль «300 лет Российской академии наук» (2024)